# Sirotišnica za slone Pinnawala

Sirotišnica za slone Pinnawala je sirotišnica, zatočišče in vzrejališče za divje šrilanške slone (Elephas maximus maximus ) v vasi Pinnawala, 13 km severovzhodno od mesta Kegal v pokrajini Sabaragamuwa na Šrilanki. Pinnawala ima največje črede ujetih slonov na svetu. V letu 2011 je tu živelo 88 slonov, vključno 39 samcev in 49 samic treh generacij. 
Sirotišnica je bil ustanovljena, da bi zaščitili številne sirote divjih slonov, ki so jih preselili iz bližnjih gozdov Šrilanke. Ustanovljena je bil leta 1975 pri Oddelku za ohranjanje narave Šrilanke (Sri Lanka Department of Wildlife Conservation - DWC). 

## Zgodovina
Sirotišnico za slone v Pinnawali je leta 1975 ustanovil šrilanški oddelek za zaščito divjih živali kot zatočišče osirotelih mladih slonov, ki so jih našli v naravi. Najprej je bila v narodnem parku Wilpattu, nato se je preselila v turistični kompleks obalnega mesta Bentota in nato v narodni živalski vrt Dehiwala. Iz živalskega vrta je bilo do vasi Pinnawala 10 ha kokosovih nasadov, ki mejijo na reko Maha Oya.
Primarno območje nege je na vzhodni strani ceste B199, Rambukkana Road. Glavna lokacija ima tudi nekaj restavracij in osvežilnih stojnic ter upravne stavbe, vključno s spalnimi lopami in veterinarskimi pripomočki. Območje kopanja in opazovanja slonov ob reki Oya je neposredno nasproti zahodne strani ceste. 
V času, ko je bila naseljena, je imela sirotišnica pet mladih slonov, ki so oblikovali njeno jedro. Sirote so prihajale do leta 1995, ko je DWC ustanovil prehodni dom za slone (Elephant Transit Home - ETH), ki meji na Narodni park Udawalawe. Od takrat so zapuščene mladiče vzeli v ETH in poleg črede v Pinnawali so bili večina rojeni tam.
Načrtovana je bila privabitev domačih in tujih obiskovalcev in s tem dohodki iz katerih bi pomagali ohraniti sirotišnico. Tako je sirotišnica Pinnawala postala turistična atrakcija. Leta 1978 jo je prevzel oddelek za nacionalne zoološke vrtove Šrilanke. Leta 1982 je bil uveden program vzreje slonov. Od leta 2012 je tu živelo 78 slonov. 
Turisti lahko opazujejo kopanje slonov iz široke rečne obale, saj čreda interaktivno sodeluje, se kopa in igra. Obiskovalci parka lahko opazujejo skrb in dnevno rutino slonov, kot je hranjenje in kopanje v reki Ma Oya.

## Skrb za slone
Sirotišnica je bila ustanovljena za krmljenje, medicinsko oskrbo in zatočišče za mlade slone, ki so jih zapustile njihove matere. Mladi sloni v primeru iskanja vode v času suše včasih padejo v jame in grabne. Druge sirote so zaradi razvojnih projektov premaknili iz njihovega divjega habitata ali so bili zapuščeni pred odstavitvijo, oboleli ali ranjeni.
Imajo 48 mahouts (so skrbniki, jahači, trenerji in rejci), ki skrbijo za slone. Samice in mladi sloni v Pinnawali so čez dan kot čreda razpršeni na območju nekaj hektarjev. Približno 0,5 km prehodijo dvakrat na dan, da bi pili in se kopali v reki. Ponoči so samice posamično v stajah. Odrasli samci opravljajo nekaj lažjega dela, kot je prevoz krme. So zvezani in jih upravljajo individualno. Mladiči rojeni v Pinnawali niso hranjeni po steklenici, le nekaj iz ETH jih hranijo po steklenici kot turistično zanimivost.
Sloni se hranijo v svojih stajah. Zelo malo hrane lahko naberejo v sirotišnici, razen neke vrste trave. Velike količine nangke, kokosa, kitule (Caryota urens - sladkorna palma), tamarinde in trave dnevno pripeljejo, kar predstavlja večino hrane slonov. Vsaka odrasla žival na dan dobi 250 kg te zelene snovi in okoli 2 kg hrane iz vrečke, ki vsebuje riževe otrobe in koruzo.
- Turisti opazujejo kopanje slonov v reki Oya
- Mladič s samico v Pinnawali
- Slepi slon "RAJA" v Pinnawali
- Mladič v Pinnawali

## Vzreja slonov
Ta slonja sirotišnica izvaja skrbno vzrejo. Naravno okolje in skrb za zdravje ter hranjenje je program za rejo slonov v Pinnawali uspel. Prvo rojstvo je bilo leta 1984, Sukumalee, samica se je rodila Vijayi in Kumarju, ki sta bila v tistem času stara 21 in 20 let. Kumari, Anusha, Mathalie in Komali so od takrat že večkrat imeli mladiče. Več kot triindvajset slonov je bilo rojenih od leta 1984 do leta 1991. V letu 1998 je bilo štirinajst rojstev, osem samcev in šest samic, z eno drugo generacijo rojstva v začetku leta 1998. Od takrat do 2. julija 2015 je bilo rojenih 70.
Od junija 2011 je bilo v templje in zasebnim lastnikom oddanih 12 slonov.

## Dobrobit živali
Večina slonov v Pinnawali je zdrava in ko odrastejo, so odvisni od dobavljene hrane. Nekaj invalidnih slonov je deležnih nege. En slon z okli, Raja, je slep, ena samica, imenovana Sama, je izgubila desno sprednjo nogo od kopenske mine.
Sirotišnica slonov v Pinnawali je predmet poročila iz leta 2010, ki ga je izdala ustanova Born Free Foundation in postavlja pod vprašaj dobro počutje živali v sirotišnici. 
Kakovost skrbi za slone, ki so donirani iz Pinnawale, je bilo veliko javno vprašanje. Leta 2012 je tiskovni predstavnik Šrilanskega okoljskega sklada, ki donirajo slone ljudem, ki slabo skrbijo za živali, dejal: »Obstaja dovolj primerov, ki kažejo, da oblasti dajejo slone iz Pinnawale skupinam ljudi, ki ne skrbijo za živali«. 